# アメリカナマズ
アメリカナマズ (Ictalurus punctatus) は、条鰭綱ナマズ目アメリカナマズ科Ictalurus属に分類される魚類。標準和名はチャネルキャットフィッシュ。

## 分布
アメリカ合衆国、カナダ、メキシコ北部。アメリカ合衆国国内にも広く移入されている。国外ではキプロス、スペイン、チェコ、マレーシア、ルーマニアなどに移入されている。日本では2012年現在で霞ヶ浦・北浦・利根川水系を中心に分布を拡大しているとされ、阿武隈川水系、宮川水系・矢作川水系でも生息が確認されている。那珂川水系の涸沼や、琵琶湖および下流の瀬田川でも捕獲例がある。
日本には1971年（1974年説あり）に食用目的で移入され、1981年霞ヶ浦にも導入されて定着し、1982年には江戸川の自然水域での増殖が確認され後、利根川水域を中心に分布を拡大した。1994年以降に個体数が激増している。矢作川、庄内川など。

## 形態

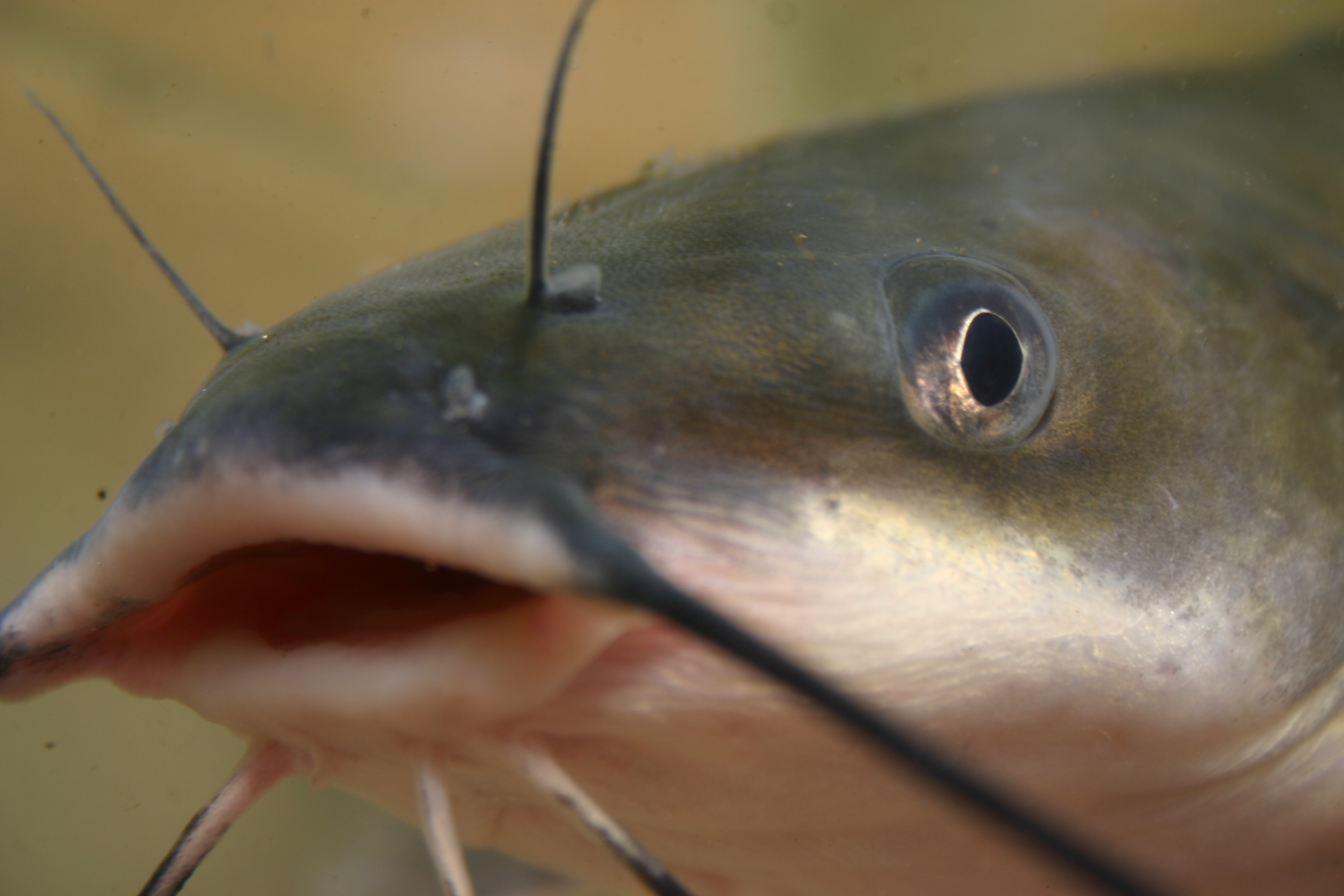
頭部

最大全長132センチメートル。種小名punctatusは「斑点のある」の意。
口ひげは8本、ヒレには鋭い棘がある

## 生態
魚類、ヘビ類、カエル類、昆虫、巻貝、水生植物、藻類などを食べ、鳥類を食べることもある。移入先である北浦沿岸部で2013年に捕獲された個体の胃の内容物調査では、クルメサヨリHyporhamphus intermedius・タモロコ・ヌマチチブ・バラタナゴ（基亜種タイリクバラタナゴ）・ブルーギル・モツゴ・ワカサギといった小型魚類、コイやハクレンなどの大型魚類の断片（重量比20.5 %）、アメリカザリガニ・イサザアミ・テナガエビMacrobrachium nipponense・ニホンドロソコエビなどの甲殻類、コガタシマトビケラCheumatopsyche brevilineataやガカンボ類・ミズアブ類・ユスリカ類の幼虫といった水生昆虫、甲虫類・半翅類・直翅類・膜翅類などの陸棲昆虫、貝類、アシなどの陸生植物、藻類などが報告されている。この沿岸部での内容物調査では、アシの根や茎・アシに付着するユスリカ類の幼虫・アシ原で多く見られるヌマチチブやモツゴ・テナガエビの比率が大きかった。北浦沿岸部では、夜間は護岸部よりもアシ原で多く捕獲されるとする報告例もある。これらの報告例から北浦沿岸部では水深30センチメートルほどの環境を含むアシ原に多く生息するか、夜間にアシ原内で採食を行っていることが示唆されている。
それらの死骸なども積極的に見つけ出して摂食対象とする。こういった食性の幅広さからブラックバス、マナマズ、ライギョといった捕食性肉食魚にも増して非常に貪欲であり、釣り餌として付けられた石鹸に食いつくこともあることが知られている。

## 人間との関係

### 利用
身は食用にされる。またルアー釣りの対象魚としても知られる。魚粉として肉骨粉の代わりに畜産（養鶏・養豚など）飼料や魚類の養殖飼料や有機肥料として利用される。外来魚駆除の取り組みとして地産地消品として有効利用されている。なお、日本では水産庁の「魚介類の名称のガイドラインについて」によって消費者に分類学上無関係であるにもかかわらず高級魚類の類縁種であるような誤認（いわゆる優良誤認）を防ぐため、アメリカナマズについて「シミズダイ」や「カワフグ」の名称を使用しないことと定められている。

### 生態系への影響
養殖池や釣り場から逃げ出すなどして野外に定着したと考えられている。アメリカでも、在来の魚類に悪影響を与えている。ドイツやニュージーランドでは本種の持ち込みが禁止されている。

#### 日本
日本では養殖用として1971年以降に輸入されるようになった。
利根川水系では1982年の台風で養殖されていた個体が流出したのが由来で、同時期もしくはこれ以降に霞ヶ浦でも同様に流出したと推定されている。霞ヶ浦では2000年頃から急激に個体数が増加している。国土交通省による回収事業が進められ、捕獲された個体は肥料などとして利用されている。阿武隈川水系では2005年以降に急激な分布の拡大が報告され、地元の水産試験場や漁協による導入が確認できなかったことから、釣り池に放されていた個体が流出したと推定されている。宮川水系では下小鳥ダムにおいて本種を食用として養殖していたため、これらの個体が逸脱・流出したと推定されている。矢作川水系では養殖や霞ヶ浦などから魚類を持ち込んだ例がないにもかかわらず多数かつ大型の個体が確認されているため、何者かが釣り用に放流した可能性が示唆されている。阿武隈川水系や矢作川水系では、後述する特定外来生物に指定された後に大型個体がみられるようになったことから、指定される前に飼育者が遺棄した可能性も示唆されている。
霞ヶ浦などでは甲殻類やハゼ類を捕食することによる漁獲高の減少および生態系への影響、本種が優占種となることによる操業効率の低下、定置網などでの混獲時における他の漁獲物の食害、鰭の棘による漁師の怪我および網などの漁具の損傷などといった被害が報告されている。利根川水系下流域では本種が主に漁獲されることで本来漁獲対象としているニホンウナギなどを漁獲できなくなる、印旛沼では定置網でといった被害も報告されている。
日本では2005年4月にチャネルキャットフィッシュとして特定外来生物に指定（同年6月施行）された。